# Grim Fandango
Grim Fandango là game phiêu lưu - giải đố được sản xuất bởi LucasArts vào năm 1998. Game được thiết kế bởi Tim Schafer, người đã từng thành công với các tựa game cũng của LucasArts như Monkey Island 2, Full Throttle và Day of the Tentacle. Grim Fandango gặt hái được khá nhiều thành công ngay từ khi ra mắt và nhận được nhiều giải thưởng lẫn những lời nhận xét tốt từ các nhà phê bình. Tuy nhiên, game không thành công về mặt tài chính như mong muốn.
Tại sự kiện E3 2014, Grim Fandango được xác nhận sẽ được remake cho hệ máy PlayStation 4 và PlayStation Vita.

## Cảm hứng

Một screenshot của game mang ảnh hưởng từ bộ phim Casablanca, có thể thấy Manny Calavera (trái) mặc bộ vest trắng giống nhân vật Rick Blaine, còn Glottis (phải) ngồi chơi đàn giống nhân vật Sam

Game chủ yếu lấy cảm hứng lấy từ những truyền thuyết của người Aztec về cuộc sống sau cái chết, đồng thời cũng từ Día de Muertos. Cốt truyện của game ảnh hưởng bởi những bộ phim đen trắng mang tính hình sự (film-noir), mà cụ thể từ những bộ phim của Humphrey Bogart như Casablanca, The Petrified Forest và The Maltese Falcon. Những ảnh hưởng đó có thể được xác định trong game như sau:
- Kiến trúc của các tòa nhà mang những đường nét Aztec như sự kết hợp của màu xanh, đỏ, vàng hay các bức điêu khắc trên tường. Tuy vậy, các tòa nhà vẫn mang phong cách Art Deco, thường thấy trong các thành phố phát triển từ cuối thế kỉ 19 như Thành phố New York mà điển hình là Tòa nhà Empire State Building.

Sự dung hòa giữa phong cách Art Deco trong thiết kế toà nhà và tông màu của dân tộc Aztec: Đỏ và xanh lá cây, cùng cách trang trí tòa nhà bởi hình khắc đậm chất Aztec

- Lễ hội của người chết: Trong 4 phần của trò chơi, thì hầu như đều xảy ra vào lễ hội của người chết (Día de Muertos). Hình tượng nhân vật đều là những bộ xương người (vì game xảy ra tại thế giới sau cái chết, và các bộ xương này dựng theo phong cách calaca của họa sĩ José Guadalupe Posada. Hơn nữa, âm nhạc trong game mang âm hưởng khá nặng của văn hóa Mexico (ví dụ như phong cách nhạc nhóm Mariachi).
- Yếu tố film-noir: Nhân vật chính, Manny Calavera được dựng với phong cách thường thấy trong phim của Humphrey Bogart như mặc bộ vest trắng như trong phim Casablanca, hút thuốc lá... được thể hiện rõ nhất trong năm thứ hai của game. Ngoài ra mặc dù tất cả những cư dân của thế giới ngầm này đều đã chết, tuy vậy, họ vẫn sợ một thứ, đó là hoa, có tác dụng như đạn của súng trên thế giới thật. Khi bị bắn (trong game gọi là "Sproutella"), nạn nhân sẽ bị hoa mọc khắp người, phá hủy xương bằng những rễ cây len lỏi bên trong. Lúc này, nạn nhân sẽ "chết" (thực ra trong game gọi là "sprouting" chứ không nói là chết).

## Cách chơi
Grim Fandango là game phiêu lưu đầu tiên của LucasArts mà sử dụng môi trường 3D. Game ban đầu định viết bằng engine của game Jedi Knight: Dark Forces II, nhưng sau đó đã dùng engine Sith để sửa lại thành GrimE. Người chơi sử dụng bàn phím (hoặc tay cầm Joystick) để di chuyển nhân vật chính là Manny Calavera, với những hành động như sử dụng đồ vật (Use, nhấn phím U), nhặt (Pick Up, nhấn phím P), mở danh sách đồ vật (Inventory, nhấn phím I) và quan sát, xem xét đồ vật (Examine nhấn phím E). Vì đây là game phiêu lưu giải đố nên không chú trọng vào pha hành động mà thay vào đó là sử dụng tư duy, đầu óc để giải quyết khó khăn, câu đố của game. Cách giải quyết các câu đố hầu hết là kết hợp đồ vật với nhau, ví dụ như dùng cái hái hớt cỏ để dò ra máy dò kim loại bị mất. Một số đoạn khác, người chơi phải giải những câu đố dựa trên những quy tắc của nó, ví dụ như phá két sắt sao cho 4 khía răng cưa đều phải nằm về một phía.
Khi di chuyển trong game, Manny sẽ quay đầu về hướng có đồ vật có thể tương tác được để người chơi biết, tuy nhiên, chính điều này gây rắc rối là người chơi sẽ không biết anh ta nhìn vào đâu (trừ phi nghe mô tả sau khi nhấn nút examine), hay không biết làm thế nào để anh ta quay đầu vào vật kia khi hai vật sát nhau. Tuy nhiên, lỗi này của game đã được cải thiện trong game tiếp theo của LucasArts: Escape from Monkey Island khi xuất hiện dòng chữ ghi tên của vật ở phía dưới.
Trung thành với những chỉ tiêu của game phiêu lưu mà LucasArts là người tiên phong, game không bao giờ để người chơi chết hoặc bị mắc kẹt mãi mãi vì thiếu một đồ vật để giải đố.

## Bối cảnh
Grim Fandango đặt trong bối cảnh thế giới của người chết. Manuel "Manny" Calavera làm công việc của một hướng dẫn viên của công ty Department Of Death (DoD), để đền đắp lỗi lầm trong cuộc sống trước kia của mình (mặc dù trong game không nói rõ lỗi lầm của anh ta là gì) anh có trách nhiệm thu thập linh hồn của người quá cố xuống âm phủ, và xét xem tùy vào độ "thánh thiện" trong cuộc sống trần gian của họ có xứng đáng được hưởng một chuyến đi bằng tàu hạng sang chỉ trong 4 phút; hoặc bằng đôi chân trần qua bao nhiêu gian khổ mất tới 4 năm để tới thiên đang thứ Chín, nơi linh hồn sẽ an nghỉ mãi mãi. Trong lúc hoàn toàn không mãn nguyện với công việc của mình khi toàn bộ khách hàng của mình đều không được tấm vé đi tàu tới thiên đàng thứ Chín, Manny gặp Mercedes "Meche" Colomar, một cô gái có cuộc sống hoàn toàn trong sạch nơi trần gian. Những tưởng cô gái này sẽ được đi trong chuyến tàu hạng sang tới thiên đàng thứ Chín, nhưng những gì mà cô được thông báo là phải đi bằng đôi chân trần. Lo lắng về số phận của cô gái do liên quan đến trách nhiệm của mình, Manny lên đường tìm Mercedes Colomar, đồng thời tìm hiểu lý do tại sao lại có sự nhầm lẫn như vậy.
Cuộc hành trình của Manny kéo dài 4 năm, bên cạnh anh luôn có một chú quỷ có kích cỡ "to quá cỡ thợ mộc" tên là Glottis, người trước kia cùng là đồng nghiệp của Manny trong công ty Department Of Dead.

## Nhân vật
Vì cảm hứng của game là từ văn hóa Nam Mĩ, nên đôi khi trong game các nhân vật còn "chêm" thêm một số câu cảm thán bằng tiếng Tây Ban Nha giữa những câu nói bằng tiếng Anh.
Để tạo phong cách của phim đen trắng, hầu hết các nhân vật đều hút thuốc lá. Nhưng để chứng tỏ mình không ủng hộ việc hút thuốc lá, nhà sản xuất đã ghi trong cuốn sách hướng dẫn bán kèm game rằng những người đã hút thuốc trong game đều là người đã chết, "Hãy nghĩ về điều ấy.".
Dưới đây là các nhân vật chính trong game:
Manuel "Manny" Calavera

Manny Calavera trong bộ áo của Thần Chết

Lồng tiếng bởi diễn viên: Tony Plana
Manny làm việc cho công ty Department Of Death với công việc là hướng dẫn viên cho những linh hồn quá cố tới nơi an nghỉ cuối cùng - thiên đàng thứ Chín - tại thành phố El Marrow. Cách duy nhất để anh có được chuyến đi đến nơi an nghỉ của riêng mình đó là làm việc đền bù cho đời sống trước trên trần gian của mình - mặc dù game không nói rõ anh bị làm sao kiếp trước. Manny thường xem xét khách hàng của mình rồi đưa ra mức vé cụ thể cho từng loại khách hàng, họ có thể có được chiếc vé của con tàu thứ 9 để đến thiên đàng trong 4 phút, hoặc chỉ một chiếc gậy đi đường có gắn la bàn hỗ trợ cho chuyến đi 4 năm tới thiên đàng. Manny dần nhận thấy mình ngày càng ít khách hàng đủ tiêu chuẩn để co được chiếc vé hạng sang kia, thay vào đo tay đồng nghiệp ranh mãnh Domino. Manny phát hiện ra Domino thường nhận được tin tức về những khách hàng bậc nhất nhờ các thế lực tay trong nhằm hẫng tay trên các đối thủ cạnh tranh của mình; đồng thời lúc này tình cờ phát hiện ra Meche, một cô gái có linh hồn trong sáng nhưng lại chỉ được nhận được cây gậy cho chuyến đi 4 năm của mình mà không phải là chiếc vé của chuyến tàu số 9.
Calavera trong tiếng Tây Ban Nha có nghĩa là "chiếc sọ"
Mercedes "Meche" Colomar
Lồng tiếng bởi Maria Canals
Nhờ có sự phá luật khi đọc trộm thư của Manny trong công ty DoD mà Meche trở thành khách hàng của Manny. Mặc dù cô có cuộc sống hoàn toàn trong sáng và luôn có lòng hảo tâm tới người khác, thế nhưng một cách bí ẩn cô lại không nhận được chiếc vé của chuyến tàu số 9, mặc dù cô hoàn toàn xứng đáng. Chấp nhận số phận, Meche lặng lẽ rời văn phòng tư vẫn của Manny để tìm sự an nghỉ cho mình. Manny sau khi bị đuổi khỏi DoD, liền đi tìm Meche vì cảm thấy có trách nhiệm một phần trong số phận của Meche. Trong game, Mercedes là một cô gái khá mạnh mẽ và khôn ngoan khi tự lo cho bản thân mình.
Glottis
Lồng tiếng bởi Alan Blumenfeld
Là người tài xế riêng của Manny và về sau trở thành người bạn thân nhất của Manny, Glottis là một con quỷ mà da cam hiền lành (và khá thật thà) có kích cỡ khổng lồ. Sở trường của Glottis là cơ khí, và anh ta đã sửa một chiếc xe của công ty DoD mang tên Bone-Wagon trở nên phù hợp với kích cỡ quá khổ của anh và cũng có thể chạy với tốc độ cao nhất trong số các xe của công ty. Sau khi bị sa thải cùng Manny, Glottis là người duy nhất luôn đi cùng Manny để tìm lại Meche.
Hector LeMans
Lồng tiếng bởi Jim Ward
Hector LeMans là nhân vật phản diện chính trong game, là tay trùm trong thế giới ngầm của El Marrow. Hắn bán những chiếc vé của chuyến tàu số 9 cho những người có tiền nhưng không hề đủ tiêu chuẩn để lên chuyến tàu. Hắn làm "mọc rễ" (sproutella - xem ý nghĩa ở trên) nhiều người, kể cả tay sai của hắn. Hắn có nhà kính, nơi chứa xác của những nạn nhân của hắn.
Salvador "Sal" Limones
Lồng tiếng của Sal Lopez
Salvador Limones là người đứng đầu tổ chức cách mạng LSA - Lost Souls' Alliance - một tổ chức hoạt động bí mật chống lại tội ác của Hector LeMans. Chính Limones đã ra tay cứu Manny khỏi LeMans và đưa Manny vào tổ chức, đồng thời giúp đỡ anh đi tìm Meche.
Domino Hurley
Lồng tiếng bởi Patrick Dollaghan
Domino là đồng nghiệp/đối thủ của Manny, "cậu bé vàng" của DoD khi liên tục tìm được những khách hàng nhận được vé của chuyến tàu thứ 9. Trong quá trình phiêu lưu của mình, Manny phát hiện Domino là cánh tay phải của Hector LeMans, nhờ có ông trùm mà hắn mới tìm được những tấm vé trao đổi với những khách hàng không xứng đáng nhận, nhưng là người có tiền.

## Quá trình sản xuất
Như đã nói ở trên, Grim Fandango là đứa con tinh thần của Tim Schafer, người đã từng tham gia thiết kế cho các game nổi tiếng như Day Of The Tentacle, Full Throttle, và gần đây nhất là Psychonauts.
Phần âm nhạc của game được soạn bởi Peter McConnell và được ghi âm tại chính studio LucasArts. Phần âm nhạc có sự pha trộn của nhạc dân tộc Nam Mỹ và đặc biệt là nhạc Jazz. Một điều khá thú vị là LucasArts đã sử dụng một nhóm nhạc mariachi từ quận San Francisco's Mission. Âm nhạc của game đã làm tăng tính "phim" của game, và thành quả mà nó thu được chính là giải thưởng "Game có âm nhạc hay nhất" của trang web game nổi tiếng Gamespot trao tặng. Grim Fandango cũng có một album nhạc riêng của mình lấy từ game ra, và được cho phép tải miễn phí.

## Đánh giá
Grim Fandango đều nhận được các lời khen ngợi từ hầu hết các tạp chí, trang web về game. Gamespot đánh giá về game như sau: "Grim Fandango đã mang theo tiếng cười từ những tình huống và nhân vật [...] mà không tự biến mình thành trò cười, giúp cho việc tạo ra một thế giới như thật". Còn trang web IGN chỉ đơn giản đưa ra lời kết luận: "điều cuối cùng phải nói đó là Grim Fandango là game phiêu lưu hay nhất mà chúng tôi được thấy" 
Mặt khác, theo WomenGamers, họ rất thích "sự sáng tạo trong cốt truyện, nhân vật, (và) phong cách Mexico" tuy vậy đưa ra nhược điểm của Grim Fandango ở cách điều khiển hơi gây khó khăn. Gamespot và IGN cũng đề cập đến nhược điểm này nhưng với giọng điệu nhẹ nhàng hơn WomenGamers.
Mặc dù game được các nhà phê bình đánh giá rất cao với hàng loạt giải thưởng, đặc biệt là giải "Game của năm" của Gamespot trao tặng năm 1998, đánh bại cấc đối thủ nặng ký của năm đó như game chiến thuật thời gian thực của Blizzard StarCraft, game phiêu lưu-hành động của Nintendo The Legend of Zelda: Ocarina of Time và game bắn súng FPS của Valve Half-Life, tuy vậy Grim Fandango chịu thất bại lớn về mặt doanh thu, điều mà khác với các đầu game phiêu lưu trước cũng của LucasArts đạt được. mặc dù vậy, theo lời của LucasArts, "Grim Fandango đã đạt được thành công về mặt tài chính theo dự đoán và vượt qua nó trên phạm vi toàn cầu". Chính vì vậy, các game phiêu lưu thời gian này trở nên rất ít mà dần bị thế chỗ bởi những thể loại khác.

## Giải thưởng
Học viện nghệ thuật tương tác và khoa học (Academy of Interactive Arts & Sciences)
- Game của năm (đề cử, 1999)
- Thành công vượt bậc trong thiết kế đồ họa/hình ảnh (đề cử, 1999)
- Thành công vượt bậc trong tạo nhân vật hay cốt truyện (đề cử, 1999)
- Thành công vượt bậc trong âm thanh và âm nhạc(đề cử, 1999)
- Game phiêu lưu trên máy tính của năm (thắng, 1999)

GameSpot:
- Liệt kê vào danh sách game của mọi thời đại (2003)
- Game PC hay nhất tại hội chợ E3 Lưu trữ ngày 9 tháng 12 năm 2012 tại archive.today (1998)
- Game phiêu lưu trên máy tính của năm Lưu trữ ngày 5 tháng 10 năm 2013 tại Wayback Machine (1998)
- Game PC của năm Lưu trữ ngày 5 tháng 10 năm 2013 tại Wayback Machine (1998)
- Hình ảnh đẹp nhất (thiết kế nghệ thuật) Lưu trữ ngày 26 tháng 5 năm 2012 tại archive.today (1998)
- Âm nhạc hay nhất Lưu trữ ngày 6 tháng 11 năm 2012 tại Wayback Machine (1998)
- Liệt kê vào danh sách 10 game có nhạc nền hay nhất Lưu trữ ngày 6 tháng 12 năm 2000 tại Wayback Machine (1999)
- Đứng thứ 10 theo người đọc bình chọn về cái kết hay nhất(1999)

IGN:
- Game phiêu lưu xuất sắc nhất của năm  Lưu trữ ngày 25 tháng 11 năm 2004 tại Wayback Machine(1998)
- Đứng thứ 15 trong số 25 game PC của mọi thời đại (2007)
- Đứng thứ 15 trong số 100 Game của mọi thời đại Lưu trữ ngày 29 tháng 11 năm 2007 tại Wayback Machine (2007)

GameSpy:
- Đứng thứ 7 trong số 25 game bị đánh giá thấp của mọi thời đại (2003)
- Được liệt kê trong số các game danh giá nhất Lưu trữ ngày 2 tháng 4 năm 2013 tại Wayback Machine (2004)

AdventureGamers:
- Đứng thứ 7 trong số 20 game phiêu lưu của mọi thời đại(2004)

## Remake
Trong buổi trình diễn của Sony tại sự kiện E3 2014, phiên bản remake của Sony đã được xác nhận và sẽ xuất hiện trên nền máy PS4 và PS Vita.

### Trang web chính thức
- LucasArts giới thiệu về Grim Fandango (đã bị gỡ bỏ)
- Grim Fandango demo

### Đánh giá
- Gamespot Đánh giá của Gamespot về Grim Fandango
- GameRankings Lưu trữ ngày 24 tháng 3 năm 2025(Ngày không khớp)(Độ dài dấu thời gian) tại Wayback Machine Các bài đánh giá khác nhau

### Cộng đồng của Fan
- Bàn luận về Grim Fandango Lưu trữ ngày 11 tháng 6 năm 2007 tại Wayback Machine tại LucasForums Lưu trữ ngày 2 tháng 6 năm 2007 tại Wayback Machine

### Phụ
- Grim Fandango Launcher, chương trình thay đổi giao diện của game lúc chạy game.
- Designer Diaries: Grim Fandango Lưu trữ ngày 30 tháng 3 năm 2009 tại Wayback Machine Nhật ký của nhà làm game Tim Schafer trong quá trình phát triển Grim Fandango tại trang web Gamespot
- Download nhạc nền của game từ trang web Grim Fandango.net
- Download nhạc nền của game từ trang web The Department of Dead